# 辛店街道 (淄博市)
辛店街道，是中华人民共和国山東省淄博市临淄区下辖的一个乡镇级行政单位。

## 行政区划
辛店街道下辖以下地区：
杨家社区、车站社区、山王社区、朱家社区、齐园社区、牛山路社区、辛城社区、康平社区、铁路社区、机械厂社区、西夏社区、上庄社区、窝托社区、陈家社区、大武社区、小武社区、高家社区、东夏社区、曹家社区、辛店发电厂社区、牛山园社区、王朱村、仉行村、安乐店村、渠村、安里村、辛店街村、合顺店村、寨子村、于家店村、矮槐村和毛托村。